# Тембър
Тембър (на френски: timbre) е качеството на звука, по което се различават тоновете с еднаква честота, но излъчени от различни източници. Наред с височината, продължителността и силата е една от основните характеристики на музикалния звук. Определящи за тембъра са така наречените субхармонични и обертонове – тонове, които прозвучават на по-ниска (субхармоници) или по-висока (обертонове) честота от основния тон заедно с него, и възникват в резултат на това, че всяка част от звуковъзпроизвеждащото тяло трепти със собствена честота. Допълнително значение имат съпътстващите звуци, вибратото, акустичната среда и други. При музикалните инструменти основна определяща роля за тембъра имат видът и качеството на използвания материал.